# Tegošnica
Tegošnica (izvirno srbsko Тегошница) je naselje v Srbiji, ki upravno spada pod Občino Vlasotince; slednja pa je del Jablaniškega upravnega okraja.

## Demografija
V naselju živijo trije polnoletni prebivalci, pri čemer je njihova povprečna starost 59,5 let (43,5 pri moških in 67,5 pri ženskah). Naselje ima 2 gospodinjstev, pri čemer je povprečno število članov na gospodinjstvo 1,50.
To naselje je popolnoma srbsko (glede na rezultate popisa iz leta 2002) in je doživelo skoraj popolno depopulacijo.
|  |

| Demografija | Demografija     | Demografija     |
| Leto        | Št. prebivalcev | Št. prebivalcev |
| ----------- | --------------- | --------------- |
|             |                 |                 |
|             |                 |                 |
|             |                 |                 |
|             |                 |                 |
| 1948        | 12              |                 |
| 1953        | 12              |                 |
| 1961        | 15              |                 |
| 1971        | 17              |                 |
| 1981        | 30              |                 |
| 1991        | 9               | 9               |
| 2002        | 3               | 3               |
|             |                 |                 |

| Etnična sestava po popisu iz leta 2002 | Etnična sestava po popisu iz leta 2002 | Etnična sestava po popisu iz leta 2002 | Etnična sestava po popisu iz leta 2002 | Etnična sestava po popisu iz leta 2002 |
| -------------------------------------- | -------------------------------------- | -------------------------------------- | -------------------------------------- | -------------------------------------- |
| Srbi                                   | Srbi                                   |                                        | 3                                      | 100,0%                                 |
| Neznano                                | Neznano                                |                                        | 0                                      | 0,0%                                   |